# 航埠头
航埠头是中国安徽省黄山市歙县雄村镇雄村西南两里的一个自然村，南临新安江，西侧毗邻岑山渡村，对面江中小岛为小南海，对岸为柘林村（现属于雄村镇柘岱村）。航埠头居民以曹姓为主，包括著名富商曹霆声（1901—1971）、曹九如等。清末陶行知少年时曾前往航埠头曹氏家族学馆旁听贡生王藻讲课，留下“王门立雪”的佳话。航埠头仍存古村落肌理，保留有古巷、古井、古树、古道、古民居。曹霆声清代祖屋三重楼、江南棋院和曹家祠堂已废弃坍塌，只剩下一座牌坊、一对明代石狮。
航步村已列为第六批中国传统村落。